# Tine Balder
Tine Balder (geboren Clementine André Louise Cobbaut) (Antwerpen, 2 februari 1924 – aldaar, 4 april 2021) was een Vlaams actrice.

## Levensloop
Balder studeerde aan de Stedelijke Normaalschool in Antwerpen en volgde een toneelopleiding aan het Hoger Instituut voor Toneel en Regie. Onder de artistennaam Tine Balder werkte ze eerst bij het Jeugdtheater dat onder leiding stond van Fred Engelen, met wie ze in 1944 huwde.
Van 1945 tot 1961 was ze verbonden aan de Koninklijke Nederlandse Schouwburg (KNS). Met het gezelschap van de KNS maakte ze drie tournees door Belgisch-Kongo en Zuid-Afrika mee (in 1950, 1953 en 1956). In 1960 was Balder deel van de cast van De honden, een anti-apartheidsstuk geschreven door Tone Brulin. Tegen de opvoering werd protest aangetekend door de Zuid-Afrikaanse ambassade in België en door organisaties als het Taal Aktie Komitee (TAK) en de Algemeen Nederlands-Suid-Afrikaans-Vlaamse Vereniging. Ook Balder onderschreef de politieke strekking van het stuk niet, en als protest weigerde ze na de première het publiek te komen groeten.
Haar echtgenoot Fred Engelen aanvaardde in 1961 een professoraat aan de Universiteit van Stellenbosch in Zuid-Afrika. Zo werd ze actrice bij de Kaaplandse Raad vir Uitvoerende Kunste en later bij de Transvaalse Raad. Daar acteerde ze in het Engels en het Afrikaans.
Engelen overleed in 1967, maar pas in 1973 keerde ze naar België terug. In de KNS werkte ze nu onder directeur Domien De Gruyter. Ze aanvaardde nu ook rollen in tv-spelen, film en hoorspelen. Tine Balder woonde in Antwerpen en overleed daar op 97-jarige leeftijd.

## Film en tv
Balder had rollen in "Meeuwen sterven in de haven" (1955), "Maria Speermalie" (1979), "Een vrouw tussen hond en wolf" (1979), "Springen" (1985), "Brylcream Boulevard" (1995).
Op televisie was ze te zien in "Candida (1973), "Rubens, schilder en diplomaat" (1977), "Alfa Papa Tango", "Recht op Recht" en "Flikken" (episode "Dikke vrienden" uit 2000).